# Callistethus moseri
Callistethus moseri är en skalbaggsart som beskrevs av Ohaus 1924. Callistethus moseri ingår i släktet Callistethus och familjen Rutelidae. Inga underarter finns listade.